# Jesenwang
Jesenwang er en kommune i Landkreis Fürstenfeldbruck der ligger i den vestlige del af Regierungsbezirk Oberbayern i den tyske delstat Bayern. Den er en del af Verwaltungsgemeinschaft Mammendorf.

## Geografi
Jesenwang ligger vest for München. Ved kommunalreformen i 1972 blev landsbyen Pfaffenhofen og bebyggelsen Bergkirchen nord for byen lagt sammen med kommunen.
Nordvest for byen ligger den lille flyveplads Flugplatz Jesenwang der også bruges som testområde for TÜV Süd.